# 吉祥寺南町
吉祥寺南町（きちじょうじみなみちょう）は、東京都武蔵野市の町名。現行行政地名は吉祥寺南町一丁目から吉祥寺南町五丁目。郵便番号は180-0003（武蔵野郵便局管区）。面積は0.99km2。

## 地理
武蔵野市の南東部に位置する地域である。北は中央本線・平和通りを挟んで吉祥寺東町・吉祥寺本町、西は東京都道114号武蔵野狛江線（吉祥寺通り）などを挟んで御殿山、南は三鷹市井の頭、東は立教通りを挟んで杉並区久我山・松庵に隣接する。地区東部を東京外環自動車道が貫く予定となっている。

### 地価
住宅地の地価は2019年（平成31年）1月1日に公表された公示地価によれば吉祥寺南町1-19-3の地点で92万1000円/m2となっている。これは東京23区以外ではさいたま市浦和区高砂に次ぐ高い地価となっている。

## 歴史
- 1962年（昭和37年）4月1日 - 武蔵野市内の町名整理が行われ、大字吉祥寺が吉祥寺北町・吉祥寺東町・吉祥寺本町・吉祥寺南町・御殿山・中町に分割される[6]。
- 1964年（昭和39年）9月1日 - 住居表示実施[6]。

### 治安・風紀の維持
2012年、東京都は吉祥寺南町一丁目および二丁目を都迷惑防止条例に基づき、客引きやスカウトのみならず、それらを行うために待機する行為なども禁止する区域に指定した。
さらに2019年には同じく吉祥寺南町一丁目および二丁目を暴力団排除条例に基づき、暴力団排除特別強化地域に指定。地域内では暴力団と飲食店等との間で、みかじめ料のやりとりや便宜供与などが禁止され、違反者は支払った側であっても懲役1年以下または罰金50万円以下の罰則が科される。

## 世帯数と人口
2018年（平成30年）1月1日現在の世帯数と人口は以下の通りである。
| 丁目             | 世帯数    | 人口     |
| ---------------- | --------- | -------- |
| 吉祥寺南町一丁目 | 1,239世帯 | 2,326人  |
| 吉祥寺南町二丁目 | 1,678世帯 | 2,792人  |
| 吉祥寺南町三丁目 | 2,016世帯 | 3,733人  |
| 吉祥寺南町四丁目 | 1,625世帯 | 2,981人  |
| 吉祥寺南町五丁目 | 916世帯   | 1,648人  |
| 計               | 7,474世帯 | 13,480人 |

## 小・中学校の学区
市立小・中学校に通う場合、学区は以下の通りとなる
| 丁目             | 街区 | 小学校               | 中学校               |
| ---------------- | ---- | -------------------- | -------------------- |
| 吉祥寺南町一丁目 | 全域 | 武蔵野市立第三小学校 | 武蔵野市立第三中学校 |
| 吉祥寺南町二丁目 | 全域 | 武蔵野市立第三小学校 | 武蔵野市立第三中学校 |
| 吉祥寺南町三丁目 | 全域 | 武蔵野市立第三小学校 | 武蔵野市立第三中学校 |
| 吉祥寺南町四丁目 | 全域 | 武蔵野市立第三小学校 | 武蔵野市立第三中学校 |
| 吉祥寺南町五丁目 | 全域 | 武蔵野市立第三小学校 | 武蔵野市立第三中学校 |

## 交通

### 鉄道
| 街区内に存在する駅                                                         |
| -------------------------------------------------------------------------- |
| JR中央線 JR中央・総武線各駅停車 京王井の頭線 吉祥寺駅(JC 11)(JB 02)(IN 17) |

### バス
- 小田急バス吉祥寺営業所

…が周辺の路線を運行している。

### 道路

#### 東西方向
- 東京都道7号杉並あきる野線（五日市街道・井ノ頭通り）
- 平和通り
- 末広通り
- 吾妻通り

#### 南北方向
- 東京外環自動車道（建設中）
- 東京都道114号武蔵野狛江線（吉祥寺通り）
- 吉祥寺大通り
- 七井橋通り
- 弁天通り
- 水門通り
- 旭小路

## 施設

### 吉祥寺南町一丁目
- JR吉祥寺駅
- アトレ吉祥寺
- 丸井吉祥寺店
- ドン・キホーテ吉祥寺駅前店
- 吉祥寺 東急REIホテル
- 武蔵野公会堂
- 水口病院

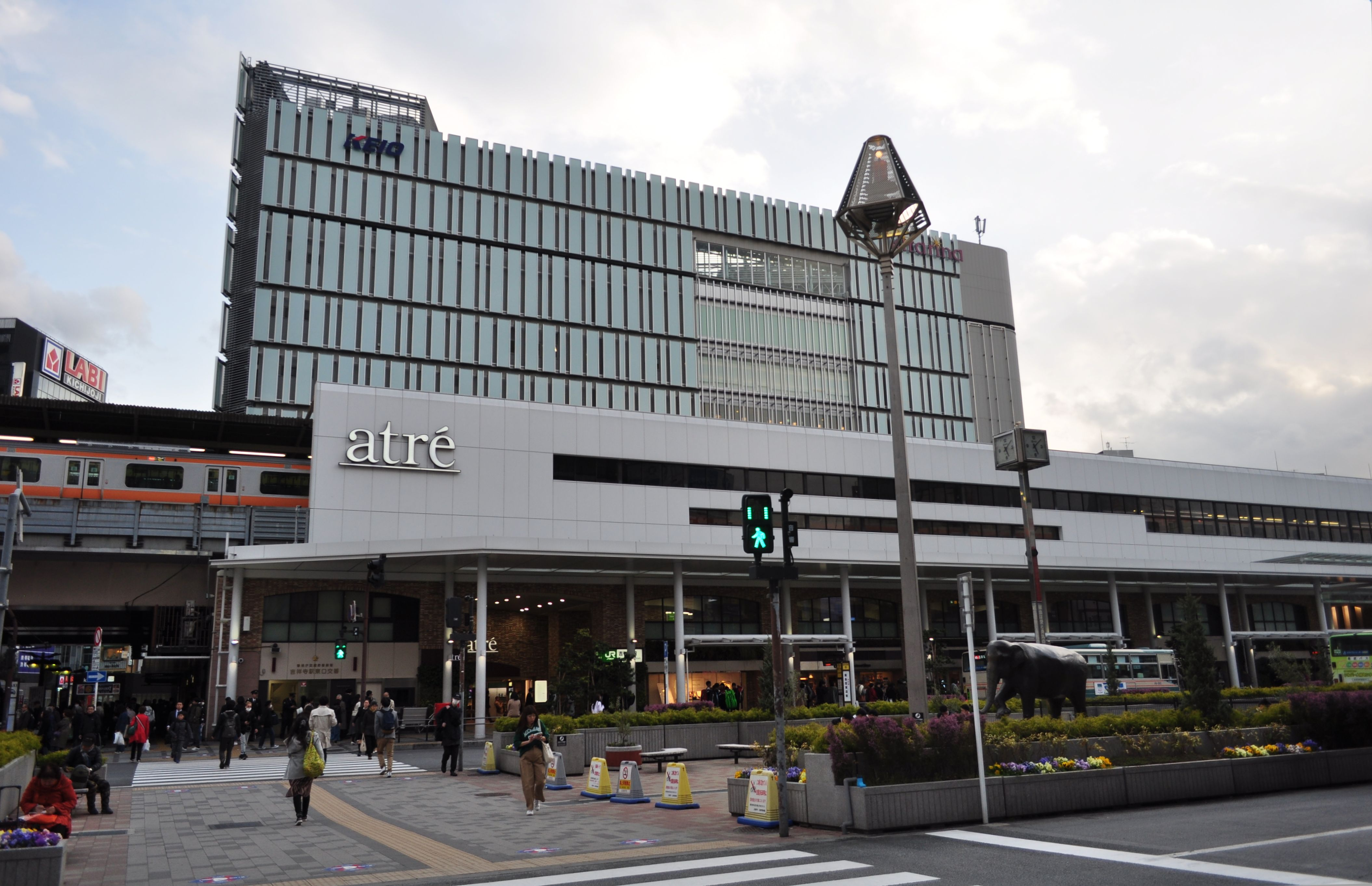
JR吉祥寺駅（2018年3月23日撮影）
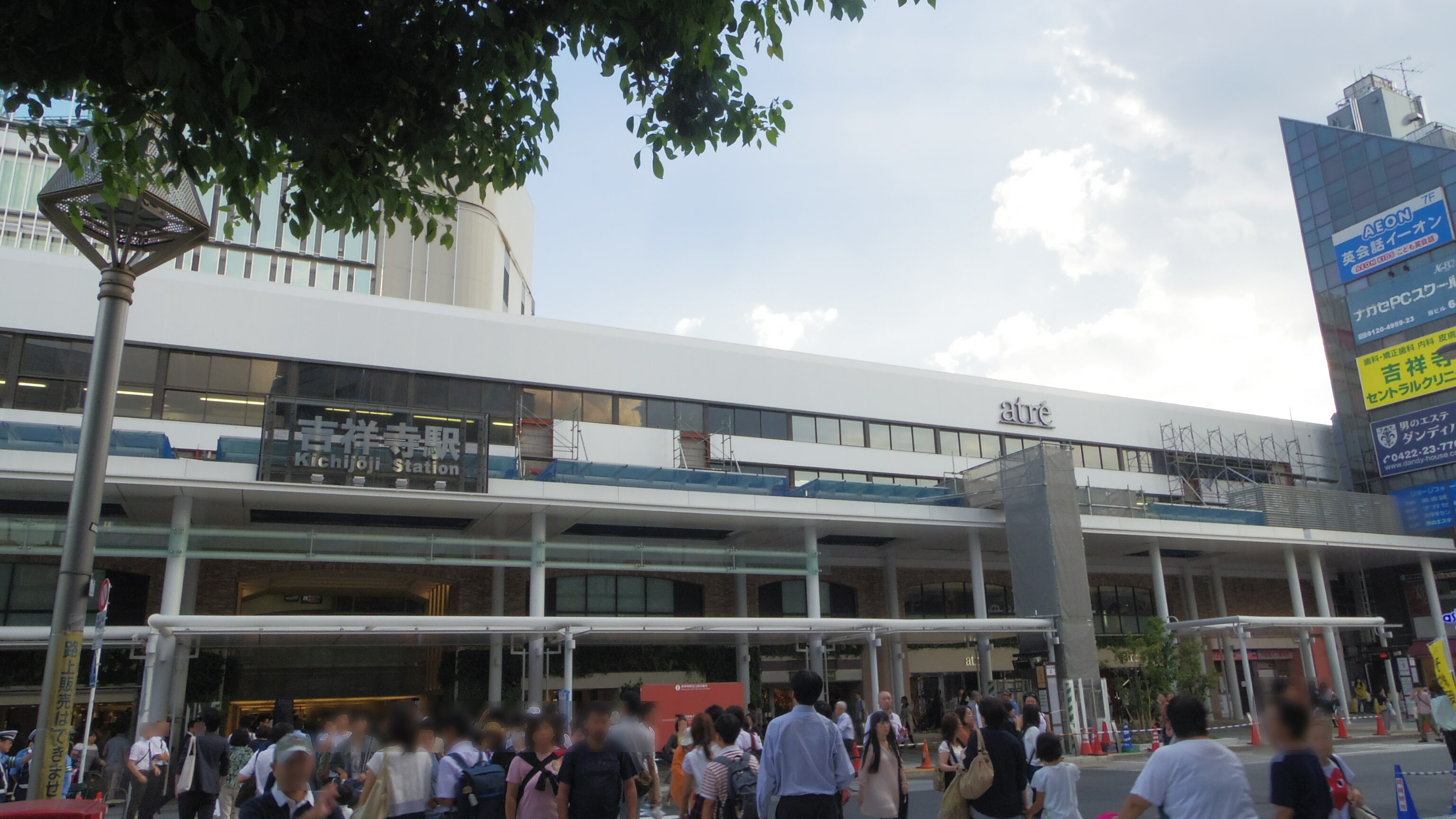
アトレ吉祥寺
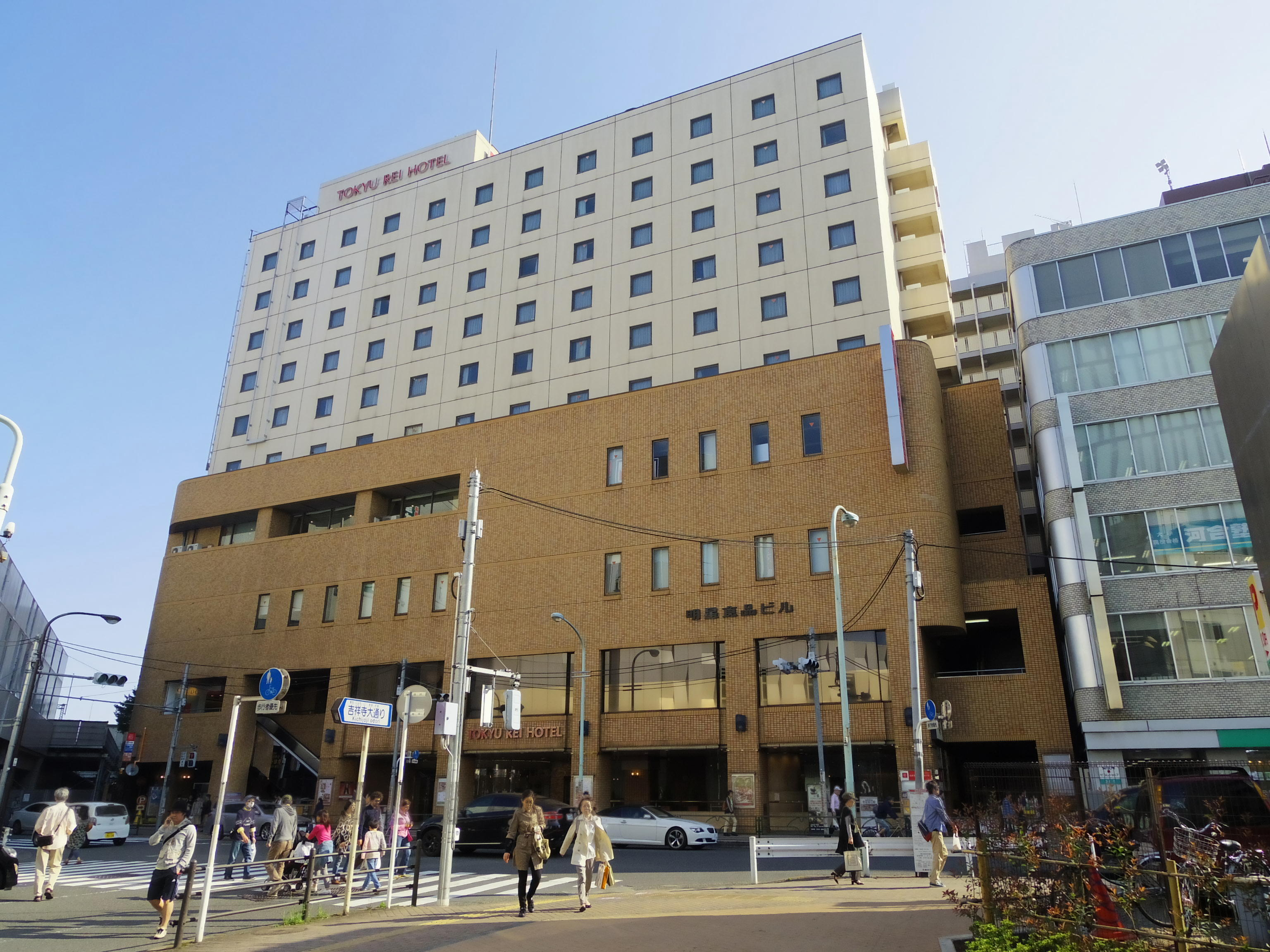
吉祥寺 東急REIホテル
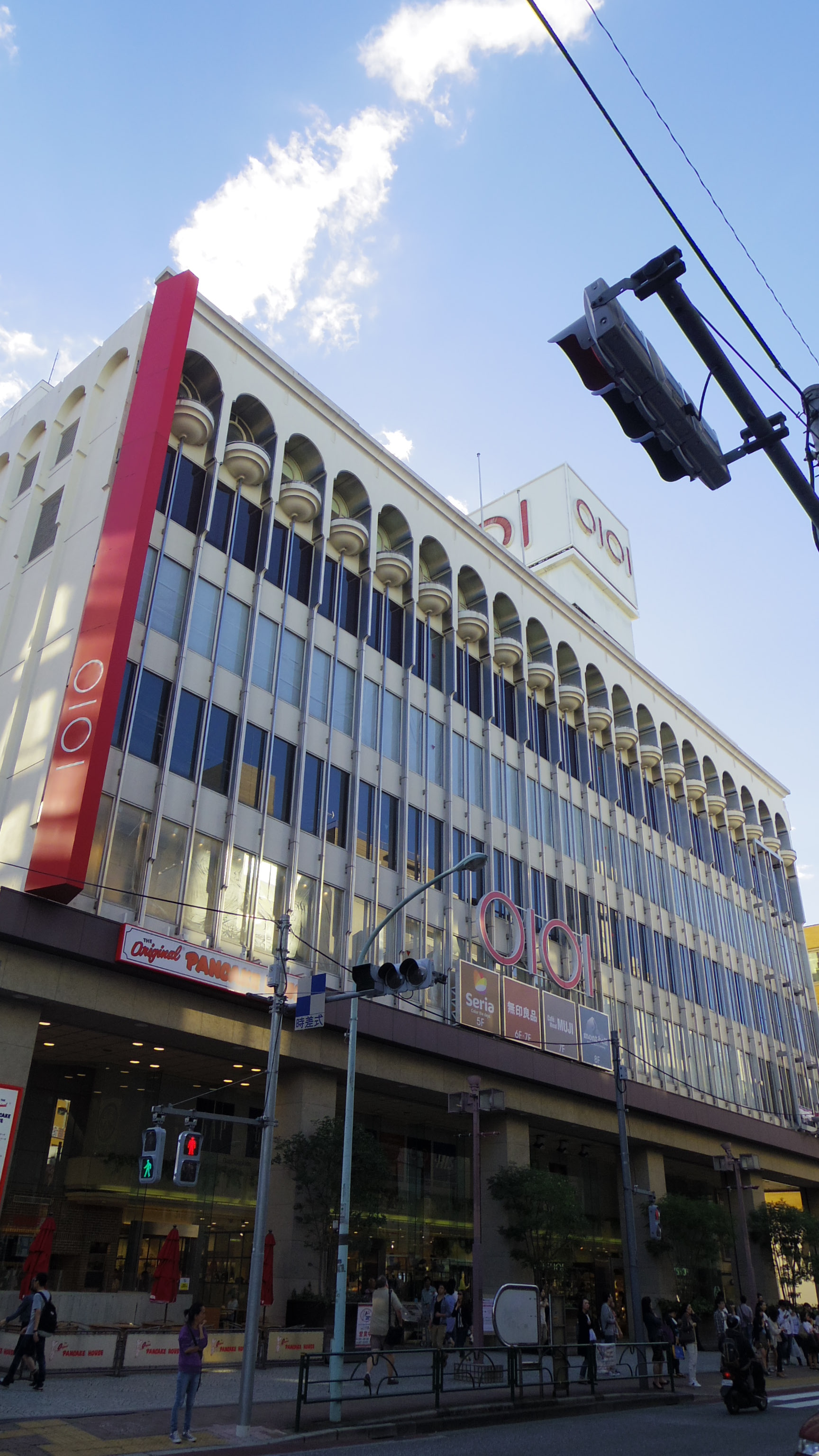
丸井吉祥寺店
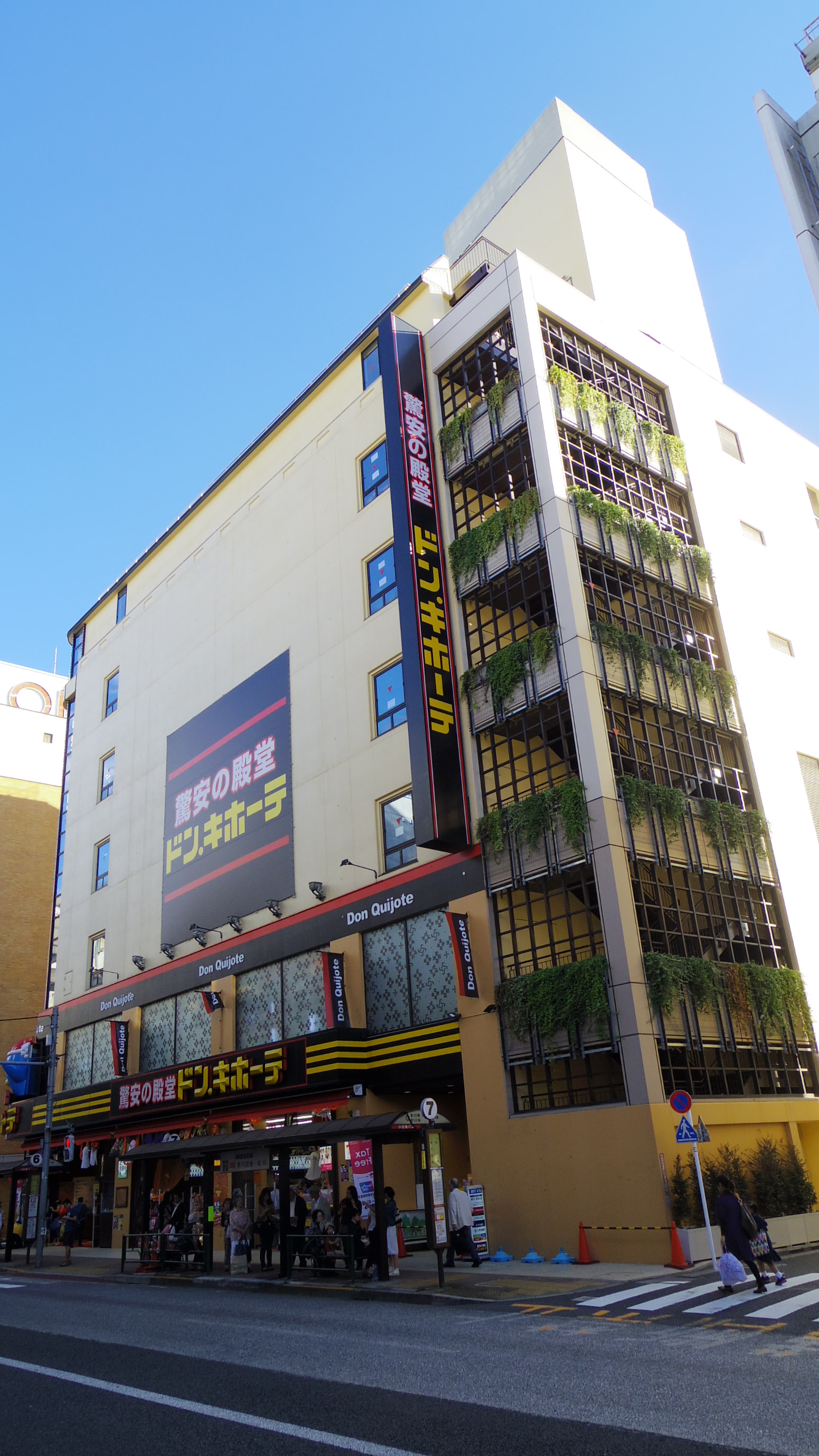
ドン・キホーテ吉祥寺駅前店

### 吉祥寺南町二丁目
- 武蔵野市立第三小学校
- 京王吉祥寺駅
- キラリナ京王吉祥寺
- ヤマダデンキLABI吉祥寺
- ライフ吉祥寺駅南店
- 吉祥寺オデヲン

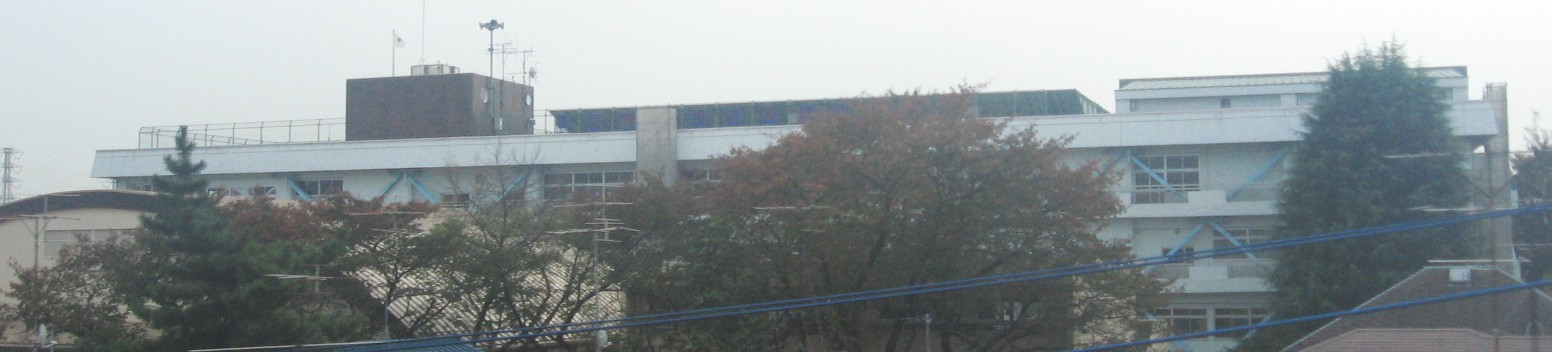
第三小学校
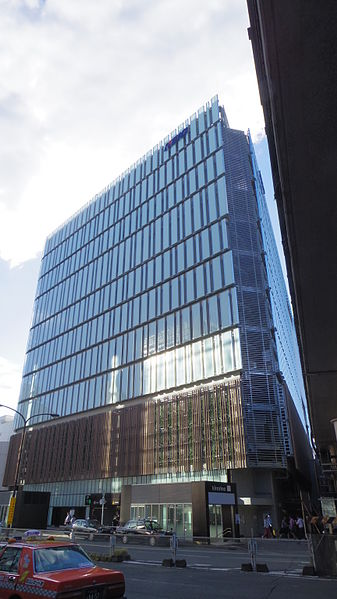
キラリナ京王吉祥寺
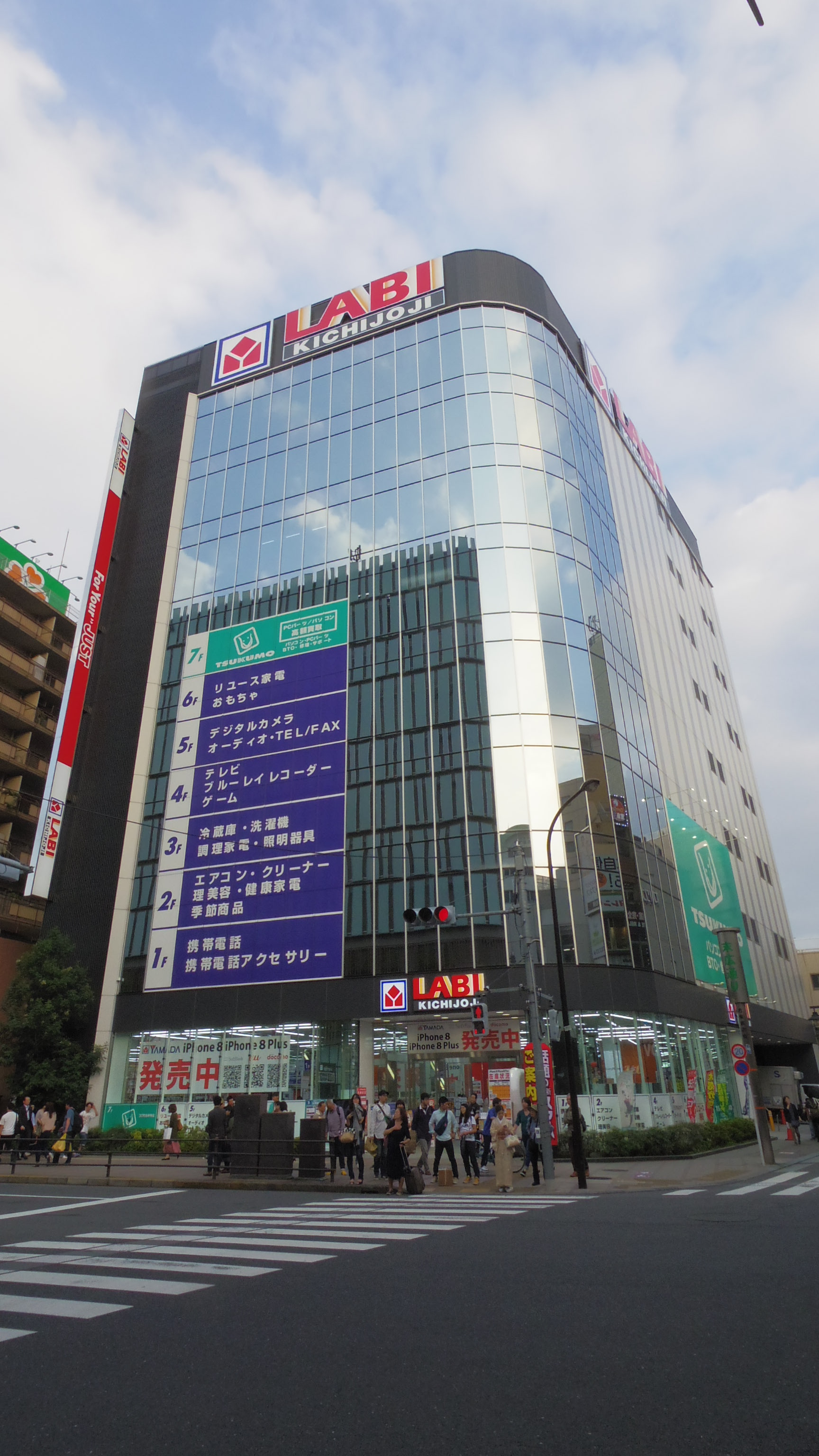
ヤマダデンキLABI吉祥寺
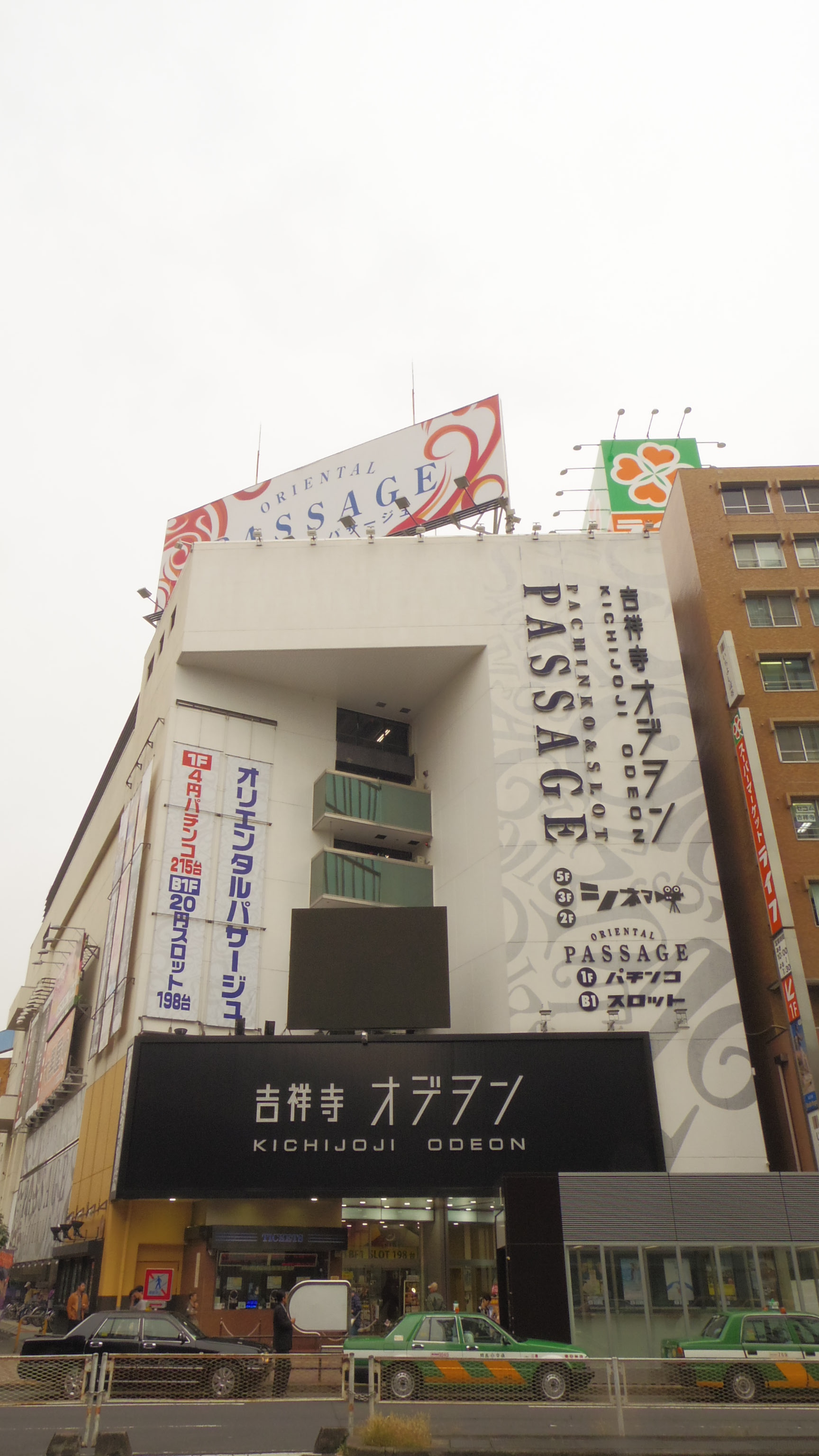
吉祥寺オデヲン

### 吉祥寺南町三丁目
- 吉祥寺南町コミュニティセンター[11]
- 小田急バス吉祥寺営業所
- 吉祥寺南病院

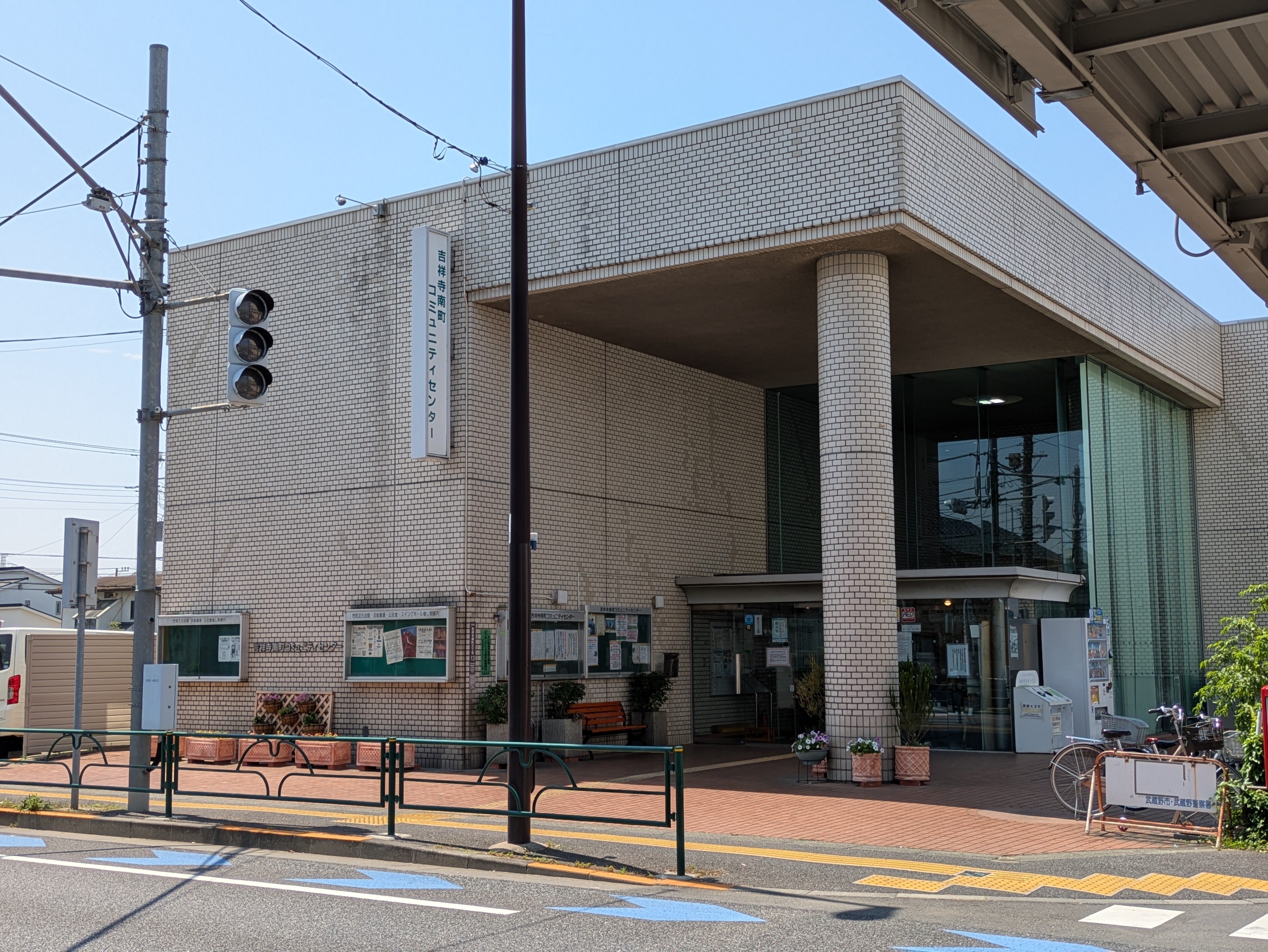
吉祥寺南町コミュニティセンター

### 吉祥寺南町四丁目
- 南町苗木畑公園

### 吉祥寺南町五丁目
- 吉祥寺南町郵便局